# Estela del guerrero de Castrelo del Valle
La estela del guerrero de Castrelo del Valle, también denominada estatua-menhir de Pedra Alta, indicando que estuvo colocada verticalmente durante mucho tiempo, es una estela hallada en 2011 en Castrelo del Valle, en la provincia de Orense, Galicia, España, cerca de la frontera con Portugal.

Estela de Castrelo do Val
1.- espada con cinturón
2.- elemento desconocido
3.- escudo
4.- carro
a.- caja
b.- ruedas
c.- cuadrúpedo
5.- lanza

Este menhir antropomorfo, datado entre el 3200 al 2900 a. C., fue realizado en un bloque de granito de unas de 175 centímetros de altura, entre 63-70 cm de ancho y unos 30 cm de profundidad, de unos 800 kg. En el frente, presenta grabado el equipo de un guerrero: cinturón, escudo, espada y lanza. También se puede reconocer un carro tirado por animales. Es la representación de un carro más antigua que se ha encontrado en Galicia.
La estela no tiene que ver con las estatuas de guerreros lusitanos. Similares son las estelas de Carmona, Telhado y Zebros.
Hubo una polémica entre Castrelo del Valle y la Junta de Galicia por la conservación de la estela. Mientras que los habitantes y el ayuntamiento de Castrelo querían conservarla en el Museo Etnográfico local, para que revitalizase el turismo rural en la zona, la Junta deseaba depositarla en el Museo Arqueológico de Orense. Finalmente se llegó a un acuerdo y, tras recorrer diversos lugares de Galicia, la estela se encuentra depositada en el pueblo.